# 225
Het jaar 225 is het 25e jaar in de 3e eeuw volgens de christelijke jaartelling.

## Gebeurtenissen

### Italië
- Julia Mamaea regelt een huwelijk voor haar zoon Alexander Severus, hij trouwt met Sallustia Orbiana die door de Senaat tot Augusta (keizerin) wordt verheven.

### Perzië
- Koning Ardashir I stuurt een delegatie naar Rome, met de boodschap dat wat de Romeinen bezet houden (Syria, Egypte en Klein-Azië) het erfdeel van het Perzische Rijk is.

## Geboren
- Agatha van Sicilië, maagd en martelares (overleden 251)
- Gordianus III, keizer van het Romeinse Keizerrijk (overleden 244)